# Heitor Freire
Heitor Rodrigo Pereira Freire (Juazeiro do Norte, 8 de outubro de 1981), conhecido por Heitor Freire, é um administrador e político brasileiro filiado ao  União Brasil (UNIÃO). Nas eleições de 2018, obteve 97.201 votos totalizados (2,12% dos votos válidos), foi eleito deputado federal pelo Ceará.
Atualmente ocupa o cargo de Diretor de Gestão de Fundos, Incentivos e de Atração de Investimentos da Sudene - Superintendência do Desenvolvimento do Nordeste, onde também ocupa o cargo de Superintende substituto.

## Biografia
Heitor Freire é formado em Administração pela Framingham State University, possui diploma de pós graduação em estudos bancários em varejo e comércio pela London Institute of Banking e mestrado em Administração e Controladoria pela University of Wolverhampton.
Em 2019 e 2020 foi vice-líder do PSL e integrou a Comissão de Trabalho, de Administração e Serviço Público e a Comissão de Relações Exteriores e de Defesa Nacional.
Integrou a Comissão Especial - PEC 006/19 - da Reforma da Previdência do governo Jair Bolsonaro onde deu seu posicionamento favorável.
Em junho de 2019, Heitor Freire foi à PGR pedir esclarecimentos envolvendo os jornalistas do The Intercept, após ser divulgado no veículo informações sobre a Vaza Jato. No entanto, de acordo com a Abraji, o deputado teria divulgado em suas redes sociais informações falsas sobre os jornalistas do The Intercept.
Entrou com ação na justiça solicitando a cassação do registro do Partido dos Trabalhadores (PT) e é autor do Projeto de Lei 4668/2019, que sugere o cancelamento do registro civil e do estatuto do partido político que tenha atuado como organização criminosa, possua vínculo, ou que tenha se beneficiado de atividades criminosas.
Votou favorável  à Medida Provisória da Liberdade Econômica - MP 881/2019 - que se tornou a Lei 13.874, sancionada pelo então Presidente da República.
Nas eleições de 2020, foi candidato a prefeito na cidade de Fortaleza, mas não obteve êxito.
Ele foi membro do Parlasul, colegiado de representatividade internacional na esfera legislativa e integra a Comissão Especial - PEC 032/20 - da Reforma Administrativa. Integrou ainda a Comissão de Turismo (CTUR), a Comissão de Relações Exteriores e Defesa Nacional (CREDN) e a Comissão de Finanças e Tributação (CFT).
Nas eleições de 2022 tentou a reeleição para Deputado Federal, ficando com 48.888 votos (0,99%), conquistando a 2ª suplência do seu partido.
Em maio de 2023, Heitor foi indicado pelo presidente do partido político União Brasil, deputado Luciano Bivar, ao cargo de Diretor de Gestão de Fundos, Incentivos e de Atração de Investimentos da Sudene, autarquia especial que comanda fundos de mais de R$30 bilhões de reais destinados para o desenvolvimento do Nordeste.
Em 15 de abril de 2024, Freire teve seu diploma de suplente de deputado federal cassado pelo Tribunal Regional Eleitoral do estado do Ceará por ato "ilícito eleitoral decorrente de sua prestação de contas" nas eleições de 2022, deixando a 2ª suplência do seu partido.